# Otokar Kopecký
Otokar Kopecký (* 29. April 1850 in Chotěboř; † 30. Oktober 1917 in Hamburg) war ein deutscher Violinist.

## Leben und Wirken
Der Sohn von Bezirksrichter Franz Kopecký zu Brandeis/Elbe (* 1917 in Prag, Carolinenthal) und Adalberta Ziduw war ein Schüler von Bennewitz. Er war Geiger, Konzertmeister in Brünn, Salzburg, Wien und in Sondershausen 2. Geiger des Lüstner-Quartetts. Von 1878 bis 1896 war er Solist und Konzertmeister in Hamburg, 1889 war er Musiktanzmeister. Kopecký wirkte als Konzertmeister der Philharmonischen Gesellschaft in Hamburg, ab 1881 war er 2. Geiger in deren Quartett. Zeitweilig war er Dirigent des Schäffer´schen Orchestervereins, und Lehrer am von Bernuth´schen Konservatorium sowie Geigenlehrer von Kronprinz Adalbert von Preußen (1884–1948) und 2. Geiger der Streichquartette Bargheer und Zajic. Von 1883 bis 1908 war er Quartettführer. Ab 1900 war er Professor der Musik und  Kammervirtuose. Kopecký Schrieb Etüden für Violine. Er war Mitglied der Altonaer Freimaurerloge Carl zum Felsen.